# HyperDiver-System
Das Hyperdiver-System ist ein von Forschern des Bremer Max-Planck-Instituts entwickeltes optisches Verfahren, mit dem sich der Zustand von Korallenriffen erfassen lässt.
Mithilfe der Kombination einer Spezial-Kamera und einer herkömmlichen Digitalkamera lassen sich detaillierte Karten der Unterwasserlandschaft erzeugen. Ein einzelner Taucher kann in vergleichsweise kurzer Zeit die Daten eines großen Gebiets sammeln, analysieren und daraus eine Karte des Riffs erstellen, auf der die Biodiversität des Korallenriffs erkennbar ist.